# Aleksandr Soljenițîn
Aleksandr Isaievici Soljenițîn (în rusă Алекса́ндр Иса́евич Солжени́цын; n. 11 decembrie 1918, Kislovodsk, Caucasus Viceroyalty⁠(d), Imperiul Rus – d. 3 august 2008, Moscova, Rusia) a fost un romancier rus, activist și dizident anticomunist, care a făcut cunoscută lumii întregi problema gulagurilor și a lagărelor de muncă forțată din Uniunea Sovietică. Deși, de cele mai multe ori, scrierile sale erau interzise, a reușit să publice o serie de cărți, dintre care cele mai cunoscute sunt: Arhipelagul Gulag, O zi din viața lui Ivan Denisovici sau Pavilionul canceroșilor. „Pentru forța etică cu care a continuat tradițiile inalienabile ale literaturii rusești”, Soljenițîn a primit Premiul Nobel pentru Literatură în 1970. A fost expulzat din Uniunea Sovietică în 1974, dar s-a întors în Rusia în 1994, după prăbușirea regimului comunist.

## Nașterea și tinerețea
Alexandr Soljenițîn s-a născut la 11 decembrie 1918 la Kislovodsk (astazi în Stravropol Krai), în nordul Caucazului. Tatăl lui murise la 15 iunie 1918, rănit la o vânătoare. În 1924 se mută cu mama (Taisia) la Rostov pe Don. Încă din tinerețe, el crea și dezvolta personaje și concepte pentru o viitoare operă epică despre Primul Război Mondial și Revoluția Rusă. Acest lucru a condus în cele din urmă la romanul "August 1914" - câteva dintre capitolele scrise atunci încă există. Soljenițîn a studiat matematica la Universitatea de Stat din Rostov, începând din 1936. În același timp urma cursuri prin corespondență la Institutul de Filozofie, Literatură și Istorie din Moscova, care la vremea respectivă era puternic ideologizat. Cum el însuși declara, nu a pus la îndoială ideologia statului sau superioritatea Uniunii Sovietice până să ajungă în lagăre.

## Al Doilea Război Mondial
În timpul războiului, Soljenițîn a fost comandant al unei baterii de artilerie în Armata Roșie și a fost implicat în acțiuni majore pe front, pentru care a fost de două ori decorat. O serie de scrieri publicate mult mai târziu, în timpul vieții, inclusiv un roman incomplet, "Iubește revoluția!", istorisesc experiențele sale din timpul războiului și îndoielile crescânde asupra fundațiilor morale ale regimului sovietic.

## Întemnițarea
9 februarie 1945 - În Prusia Orientală căpitanul de artilerie Soljenițîn este arestat, interceptându-i-se corespondența cu un prieten. Anchetat la Lubianka și Butîrki, primește opt ani de lagăr de muncă (potrivit art. 58). Vremelnic, reușește să rămână lângă Moscova într-o șarașka, închisoare specială în care savanții arestați erau puși să facă cercetare în folosul Uniunii Sovietice. Din 1950, muncește în lagăre de reeducare din Karaganda. Soția (Natalia Reșetovskaia) divorțează. Este chinuit de o tumoare malignă.
Februarie 1953 - Fixare în exil pe viață, în aulul Kok-Terek, regiunea Djambul, Kazahstan.

## Viața după recluziune
1959 - Scrie povestirea O zi din viața lui Ivan Denisovici, publicată abia în 1962 cu permisiunea lui Hrușciov. Corespondența primită de la foștii zek (deținuți politici) îi va întări imboldul de a scrie, în parte și pe baza ei, Arhipelagul Gulag.
1965 - Percheziție. I se confiscă manuscrisul Primul cerc, în care este evocată șarașka. Conflictul cu autoritățile atrage implicarea confraților de breaslă, marele scriitor Mihail Șolohov (Pe Donul liniștit) cerând să i se interzică să mai scrie!
1968 - Primul cerc și Pavilionul Canceroșilor sunt publicate în Occident, unde ajunge și microfilmul cu Arhipelagul Gulag.
Pentru Soljenițîn, marea operă este însă restabilirea, printr-un roman istoric, a adevărului despre Revoluția din 1918, demers notat R-17 sau Roata Roșie.
1970 - Premiul Nobel (Literatură) pentru "Pavilionul canceroșilor".
1973 - Publică Arhipelagul Gulag, grăbit și de sinuciderea/lichidarea Elizavetei Voronianskaia, dactilografa textului, care, anchetată, a divulgat KGB-ului ascunzătoarea unui exemplar. Cele trei volume despre viață și moarte în lagărele sovietice consternează intelectualitatea occidentală, care nu cunoștea decât sistemul concentraționar nazist, și năruiesc imaginea orbitoare despre paradisul bolșevic, construită cu atâta trudă de agenții de influență ai Cominternului, ai PCUS și ai KGB-ului.

## Anii de exil
1974 - În februarie este expulzat din URSS, ridicându-i-se și cetățenia sovietică.
Se stabilește lângă Cavendish, în Vermont, SUA. Conferințele și intervențiile sale irită uneori Occidentul prin lipsa de menajamente critice.
1990 - Nu ia în serios perestroika decât după publicarea Arhipelagului Gulag în URSS, unde Gorbaciov îi redă cetățenia sovietică la 16 august 1990.

## Reîntoarcerea în Rusia
În 1994, se întoarce în Rusia cu soția sa, Natalia, care între timp, devenise cetățean al Statelor Unite. Fiii lor au rămas în continuare în SUA (mai târziu, fiul cel mare, Yermolai, s-a întors în Rusia). De atunci și până la moartea sa, Soljenițîn a trăit cu soția într-o casă de țară (dacea) în Troițe-Likovo, în vestul Moscovei. Adept al culturii tradiționale ruse, el și-a exprimat deziluzia în ceea ce privește Rusia post-sovietică și a militat pentru restaurarea monarhiei. După reîntoarcerea în țară, a publicat, printre multe alte scrieri, opt nuvele, o serie de poeme și o memorie literară despre anii petrecuți în vest.

## Decesul
S-a stins din viață la 3 august 2008, în urma unei insuficiențe cardiace severe, la vârsta de 89 de ani. Serviciul funerar s-a ținut la mănăstirea Donskoi, Moscova, la 6 august 2008. Liderii politici ai Rusiei și ai lumii i-au adus un ultim omagiu în urma morții sale.

## Căsătoria și copiii
La 7 aprilie 1940, încă student, Soljenițîn se căsătorește cu Natalia Alexeevna Reșetovskaia. După numai un an de căsnicie, el pleacă mai întâi în armată și apoi în Gulag. Divorțează în 1952, cu un an înainte de eliberarea lui, din cauză că soțiile prizonierilor din Gulag riscau pierderea locului de muncă sau a permiselor de rezidență. După ce el și-a ispășit pedeapsa, s-au recăsătorit în 1957 și au divorțat din nou în 1972. În anul următor (1973), el s-a căsătorit cu Natalia Dmitrievna Svetlova, o matematiciană ce avea un fiu dintr-o căsătorie anterioară. El și Svetlova (născută în 1939) au avut 3 băieți: Yermolai (n.1970), Ignat (n.1972) și Stepan (n.1973).

## Traduceri în limba română

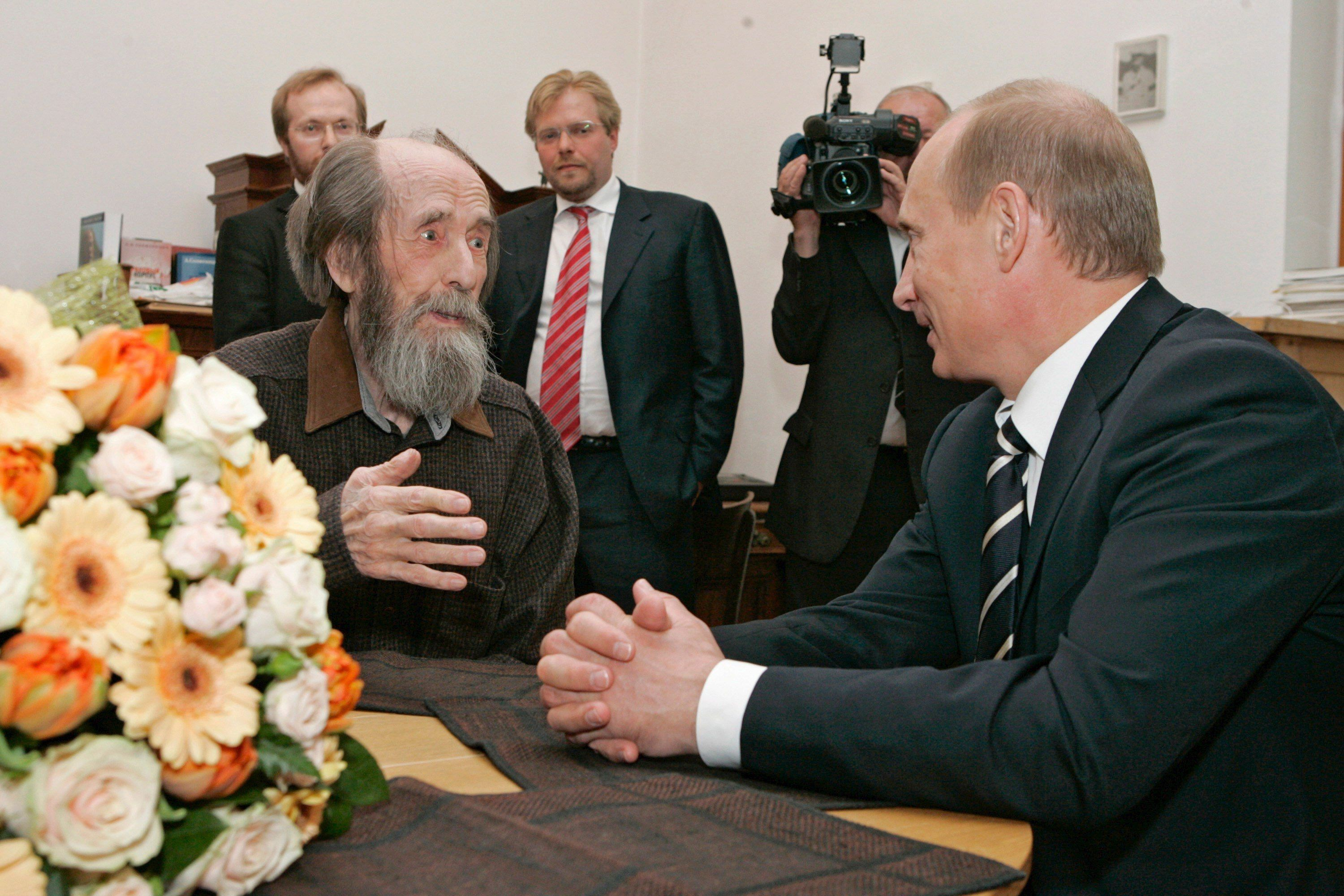
Alexandr Soljenițîn cu Vladimir Putin

După 1989, în România au apărut volumele:
- Căderea imperiului comunist sau cum să reîntemeiem Rusia, Ed. "Rampa și ecranul", 1991
- Chestiunea rusă la sfîrșit de secol XX, Ed. Anastasia, 1995
- Arhipelagul Gulag, 3 vol., Editura Univers, 1998
- Pavilionul Canceroșilor, Ed. Albatros + Ed. "Universal Dalsi", 1997, Ed. Univers, 2009
- O zi din viața lui Ivan Denisovici, Ed. Quintus, 1991, Ed. Humanitas, 2000
- Rusia sub avalanșă, Ed. Humanitas, 2000
- Vițelul și stejarul, 2 vol, Ed. Humanitas, 2002
- Ca bobul între pietrele de moară, Ed. Humanitas, 2005
- Două secole împreună. Evreii și rușii înainte de revoluție 1795-1917, 4 vol., Ed. Univers, 2009
- Primul cerc, 2 vol., Ed. Univers, 2009
- Iubește revoluția, Ed. Art, 2009
- Casa Matrionei. Incident la gara din Kocetovka, Ed. Univers, 2010

Volume despre Alexandr Soljenițin
- Natalia Reșetovskaia - Soljenițîn, Ed. "Mydo center", 1995